# Hohe Geige
Die Hohe Geige ist ein 3393 m ü. A., nach anderen Angaben 3395 m ü. A. hoher Berg in den Ötztaler Alpen im österreichischen Bundesland Tirol. Er ist die höchste Erhebung im Geigenkamm, einer von Süden nach Norden verlaufenden Bergkette. Nach Norden, Osten und Westen sendet der Berg ausgeprägte Grate, über die Kletterrouten führen.

## Lage und Umgebung
Die Hohe Geige liegt im Zentrum des von Norden nach Süden verlaufenden Geigenkamms. Sie ist im Norden und Osten von Gletschern flankiert. Westlich des Nordgrats zieht sich der Rötkarlferner bis kurz unter den Gipfel und östlich erstreckt sich der doppelt so ausgedehnte, etwa zwei Kilometer lange, Äußere Pirchlkarferner in einem rechten Winkel von Nord nach Ost. Südlich des Äußere Wilde Schneide genannten Ostgrats liegt der Innere Pirchlkarferner. Benachbarte Berge sind im Verlauf des Nordgrats der Hohe Kogel mit 3296 Metern, im Osten die 3021 Meter hohe Fotzenkarstange und im Süden der Ampferkogel (3186 m). Die Westflanke der Hohen Geige fällt ab ins Pitztal, die Ostseite ins Pollestal, ein westliches Nebental des Ötztals beim Dorf Huben bei Längenfeld. Der nächste bedeutende Ort ist Plangeross, ein Ortsteil der Gemeinde St. Leonhard im Pitztal, das etwa 3,5 Kilometer Luftlinie südwestlich der Hohen Geige liegt.

## Touristische Erschließung
Als Stützpunkt für eine Besteigung der Hohen Geige dient heute die auf 2323 m ü. A. liegende Rüsselsheimer Hütte (ehemalige Chemnitzer Hütte), östlich oberhalb von Plangeross. 

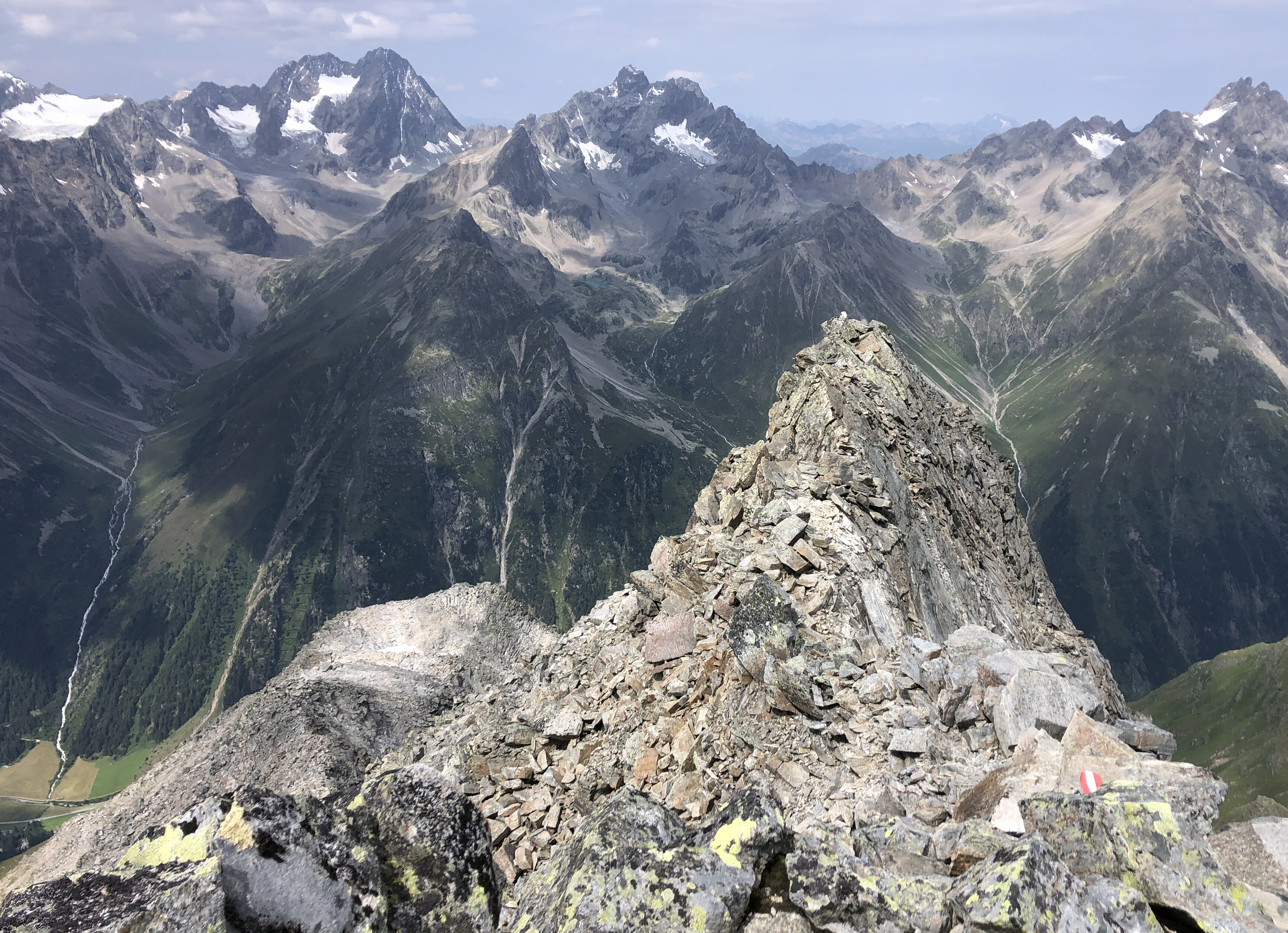
Westgrat Hohe Geige (unten der 'Frühstücksplatz') mit Watzespitze, Verpeilspitze und Rofelewand (alle im Kaunergrat von links nach rechts)

Von dort aus führt der heutige Normalweg zunächst als Wanderweg aufwärts in das weitläufige Kar und quert sodann linkerhand teils ausgesetzt (Trittsicherheit erforderlich) unterhalb des Westgrates zum Aussichtspunkt Gahwinden (2650 m ü. A.). Dort wird der markierte Westgrat erreicht, auf dem es zunächst auf Steigspuren aufwärts geht. Der Grat ist größtenteils grobblockig und überschreitet den Schwierigkeitsgrad UIAA I nur im oberen Teil. Dort sind einige ausgesetzte Passagen und plattige Kletterstellen (UIAA II bis III) sehr gut versichert. Alpine Erfahrung, Trittsicherheit und Schwindelfreiheit sind erforderlich, teilweise ausgesetzt. Am Ende des Westgrates erreicht man unterhalb des Gipfelaufbaus eine steingefüllte große Mulde mit einem Gletscherrest. Von dort gelangt man über Blockgelände hinauf zum Gipfelkreuz. 
Der ehemalige Normalweg durch die Westflanke wurde 2022 aus Sicherheitsgründen geschlossen und ist nur noch von oben als Notweg ausgewiesen. Aufgrund der hohen Steinschlag- und Absturzgefahr (Gelände ist ausgesetzt und brüchig) ist von einer Begehung abzuraten und auch im Abstieg der objektiv sicherere Westgrat zu wählen (es gab 2025 bereits mehrere Bergunglücke mit Todesfolge im Bereich des Notabstieges). 

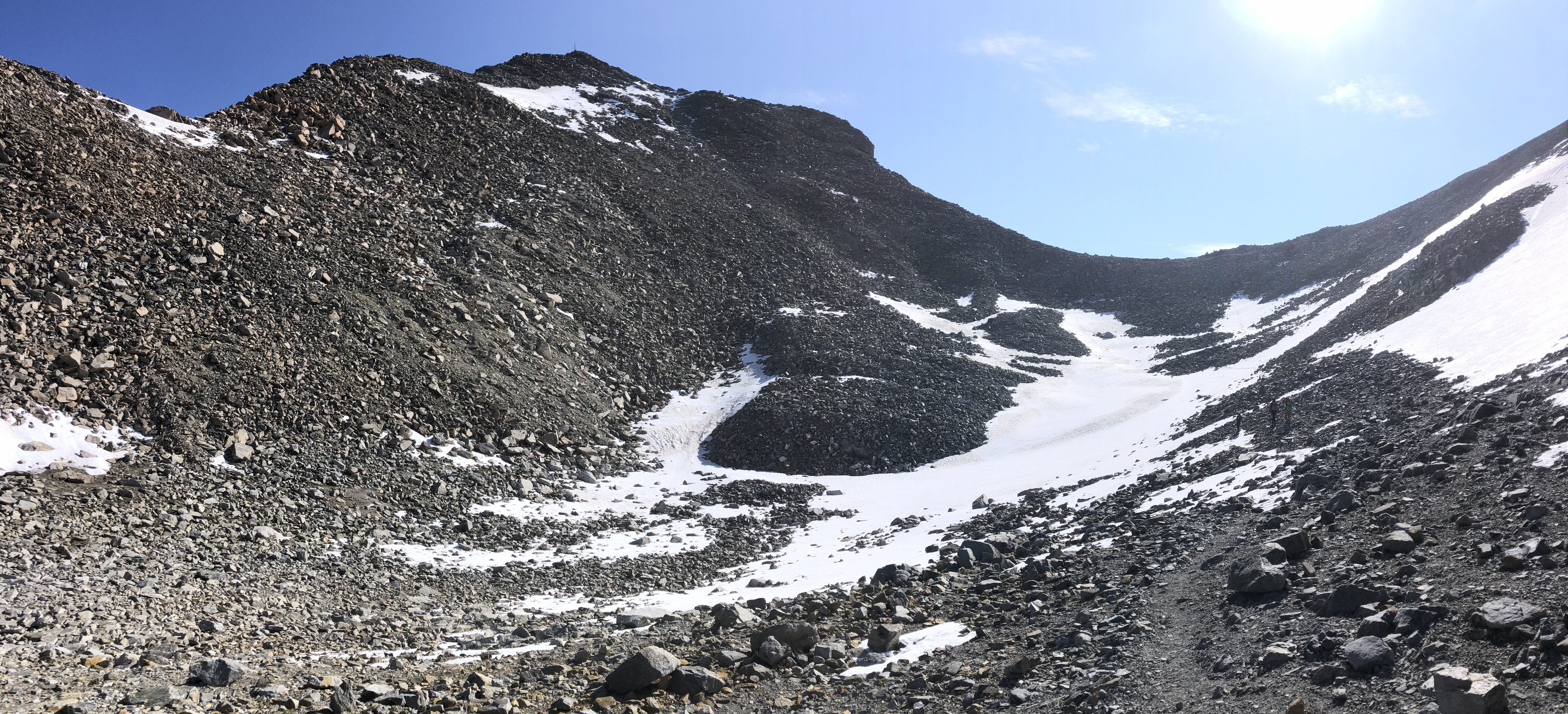
Blockige Gipfelmulde und Gipfelaufbau Hohe Geige (2025)

Als weitere Alternative bietet sich der sogenannte Eisweg in Kombination mit dem Nordgrat an. Hier führt der Anstieg über den nordseitigen Rötkarferner auf den Nordgrat. Je nach Jahreszeit erfolgt der restliche Anstieg kombiniert durch Fels und Eis. Die Schwierigkeit überschreitet UIAA II auf dem letzten Gratabschnitt nicht. Aufgrund der zunehmenden Ausaperung ist jedoch auch auf dieser Route die Steinschlaggefahr deutlich gestiegen und der Gletscher nicht mehr durchgehend begehbar.
Im Rahmen von Vermessungsarbeiten unter Leitung von Hauptmann Ganahl wurde die Hohe Geige im Jahr 1853 das erste Mal bestiegen. Bei der ersten touristischen Besteigung im Jahr 1873 gelangten Theodor Petersen und der Bergführer C. Bezien von der östlich des Berges gelegenen Vorderen Pollesalm (1776 m) über den Inneren Pirchlkarferner zum Gipfel. Bereits 1887 wurde der Nordgrat zum ersten Mal im Aufstieg begangen. 1935 wurde erstmals der Ostgrat, genannt die Äußere Wilde Schneide, in sieben Stunden und in teilweise schwerer Kletterei im UIAA-Grad III bezwungen.